# Cock.li
Cock.liは、2013年にサービスが開始された電子メール・インスタントメッセージサービスである。サービス開始当初はドイツの運営者の自宅で運営されていたが、爆破予告などに利用されたことによって、サーバをドイツ当局に押収された。この出来事によって運営者はルーマニアへ移住し、現在は防弾ホスティングであるFlokiNET上で運営されている。

## 概要
電子メールとしてはIMAP・POP・SMTPとWebメールであるCockmailを利用することができる。インスタントメッセージとしてはXMPPによって接続することができる。WebメールはRoundCubeを使用しており、日本語を含めて多言語に対応している。また、Tor Hidden Serviceを利用することもできる。WebメールではメールはUTF-8にエンコードされて送信される。ドメインはcock.liを含めて28種類が利用できる。
2021年4月28日、運営者のVincent Canfieldは、アカウント登録者数が100万人を超えたとして、アカウント登録を閉鎖したと発表した。アカウント登録は今後招待制になり、自動化された登録を防ぐとともにそれを検出するために使用されるIPアドレスなどの情報は記録されなくなるとしている。

## プライバシー
TorやVPNを使用しての登録や利用が許可されており、登録する際に個人情報は不要である。ターゲティング広告のためのメールの解析は行われていない。ログは2 - 3日間保持される。法執行機関からの開示要求があった場合は、そのやり取りが公開される。運営者は匿名性を尊重しているが、技術的にはそれを証明することはできないので、PGP (GPG) の使用を推奨している。